# Джованні Ботеро
Джованні Ботеро (італ. Giovanni Botero; 1533, Бене-Ваджіенна, П'ємонт, Італія — 23 червня 1617, Турин) — італійський письменник, географ, правник, єзуїт.

## Біографія
Ботеро народився в небагатій сім'ї. Завдяки своєму дядьку, єзуїту Джовенале Ботеро, Джованні в 1559 році поступив до єзуїтської колегії в Палермо. Через рік, після смерті дядька, продовжив навчання в Римській колегії. У 1560—1569 роках він вивчав, а потім викладав риторику в єзуїтських колегіях в Амелії, Мачераті, Бійомі, а також у Парижі. З 1569 по 1580 рік — у колегіях Мілана, Генуї та Турина. У 1574 році прийняв священство.
12 грудня 1580 року вийшов з ордену єзуїтів. Деякий час був вікарієм у Луїно. У 1582 році здобув теологічну освіту в Павійському університеті. Згодом у 1582—1584 роках перебував в оточенні архієпископа Міланського, кардинала Карло Борромео та був членом конгрегації, заснованої цим кардиналом.
У 1585 році за дорученням герцога Савойї Карла Емануїла І здійснив дипломатичну подорож до Франції. Після її завершення перебрався не до Турина, а до Мілана. Там став вихователем молодого графа Федеріко Борромео. У вересні 1586 року з ним виїхав до Риму. У 1587—1598 роках був секретарем Федеріко Борромео, коли той став кардиналом. У цей здійснював дипломатичні подорожі до різних італійських держав.
У 1603—1606 роках перебув при іспанському дворі, куди його направив герцог Савойський. Відвідував Мадрид, Барселону, Бурґос, Валенсію, Аранхуес і Тордесільяс. Повернення до Італії.
З 1610 року поступово перестав брати участь у політичній діяльності, зайнявся літературною діяльністю, писав трактати.
Джованні Ботеро помер 23 червня 1617 року в Турині. Похований у єзуїтському соборі св. Мартина.

## Найвідоміші публікації
У праці «Della Ragion di Stato» (1589) першим ввів поняття «державний інтерес».
Як секретар і радник кардинала Федеріко Борромео, Д. Ботеро був учасником чотирьох конклавів. Це допомогло йому у написанні трактату «Служба кардинала» («Dell'ufficio del Cardinale») (1599) про механізми здійснення влади.
Найбільшу славу і популярність Ботеро принесла історично-географічна праця «Універсальні реляції», яка, по суті, була описом усього відомого тоді світу. Написані в 1591—1595 роках чотири частини були опубліковані однієї книгою в 1596 році. Вона витримала чимало перевидань та перекладів. Її польські переклади в 1609 і 1613 роках стали популярнішими за «Хроніки світу» Марціна Бельського. Використовуючи твори авторів різних віків Ботеро, серед інших країн, описав також Україну і Кримське ханство. У праці є опис Поділля, Волині, Галичини, деяких міст (насамперед Києва, Львова, Луцька), розгляд конфесійних питань, характеристика деяких осіб (князя К.Острозького, Київського митрополита Ісидора).